# Glaciation de Mindel
Günz-Mindel / Cromérien Mindel-Riss / Holsteinien

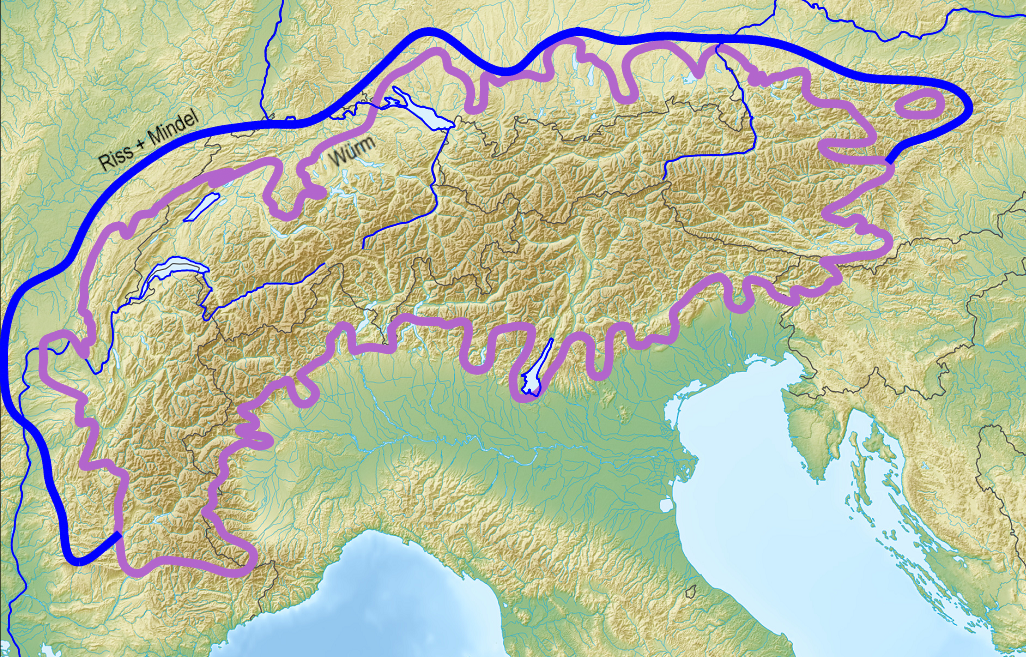
Extension maximum des glaciations alpines. En bleu : limite de l'arc glaciaire de Mindel et de celui de Riss. En violet, l'extension glaciaire de Würm qui a été moindre.

La glaciation de Mindel est la deuxième glaciation du Quaternaire dans les Alpes qui s'est étendue entre −650 000 à −350 000 ans environ.
La Mindel est une rivière de l'Allgau en Bavière. Dans l'Europe du Nord, on appelle aussi cette période « glaciation elstérienne », du nom d'un affluent de la Saale en Saxe : l'Elster.
C'est au tout début de cette glaciation que la mégafaune a été la plus riche en Russie et qu'arrivent en Europe de l'Ouest de nombreux grands animaux qui domineront les paysages durant des milliers d'années.
Il s'agit de la première glaciation massive démontrée concernant l'Europe du Nord. 
Le maximum de cette glaciation s'étendit jusqu'au sud des villes de Dresde, Chemnitz et Erfurt, au nord du massif du Harz et jusqu'à la côte de la mer du Nord suivant la « ligne Feuerstein ».